# Sublevación de los granaderos a caballo
La sublevación del Regimiento de Granaderos a Caballo tuvo lugar el 14 de febrero de 1824 a consecuencia de la sublevación del Callao. Este regimiento de las Provincias Unidas del Río de la Plata fundado por José de San Martín era parte de la División de los Andes que operó en el Perú durante la guerra de independencia de ese país.
El motín que tuvo lugar el 5 de febrero de 1824 en la Fortaleza del Real Felipe en el Callao, cuando se sublevaron unidades chilenas, grancolombianas, peruanas y argentinas, seguido por la sublevación de los granaderos a caballo y otras unidades peruanas, significó la casi extinción de las fuerzas llevadas por San Martín al Perú. Parte de los granaderos a caballo lograron apartarse de la sublevación y se unieron a las fuerzas de Simón Bolívar luchando luego en las batallas de Junín y Ayacucho. Los sublevados se unieron al ejército realista del Perú, permaneciendo algunos en el Callao hasta su rendición en 1826.

## Antecedentes
Luego de la partida de San Martín del Perú, las unidades rioplatenses disminuyeron en número, pasando gran parte de sus soldados a los cuerpos peruanos. En 1823 los granaderos a caballo emprendieron la segunda campaña a puertos intermedios, al mando del general Rudecindo Alvarado. Participaron en las derrotas de Torata y Moquegua (19 y 21 de enero de 1823). Cuando iban de regreso a Lima, el barco que los transportaba naufragó, muriendo muchos de ellos.

## Sublevación del Regimiento de Granaderos a Caballo
Producida la sublevación del Callao, Bolívar consideró perdida esa guarnición y la ciudad de Lima, por lo que ordenó desde Pativilca al general Enrique Martínez que sacara de la ciudad el parque y todo lo que fuera útil al ejército. Para auxiliar en esa tarea ordenó al Regimiento de Granaderos a Caballo, que con una fuerza de casi 200 plazas se hallaba en Cañete observando a la división realista de José Ramón Rodil y Gayoso situada en Ica, que se replegara a Lima. Cuando el 14 de febrero una columna del regimiento al mando del teniente coronel José Félix Bogado se hallaba en marcha por la pampa de Lurín (a 6 leguas de Lima), un soldado de la retaguardia dio el grito de levantarse y se produjo el apresamiento de los oficiales por parte de un grupo de amotinados del propio regimiento. El sargento Francisco Orellano tomó el mando de la columna, nombrando oficiales de entre los cabos y sargentos sublevados, continuando su marcha hacia el Callao.
Al observar Orellano la bandera española en el Callao, se dirigió a sus compañeros:

Que él si había hecho revolución, era para reclamar haberes atrasados y mejor tratamiento: mas como veía que las cosas habían cambiado sin su anuencia previa, y cuando su persona había contraído ya graves compromisos de que no podía retroceder sin peligro de su vida, no quería aumentarlos llevando contra su voluntad a los oficiales que le habían conducido por el camino de la gloria, y muchos de sus compañeros que no serian gustosos de echarse encima un nuevo compromiso: que en esta virtud, era de justicia poner en libertad a los jefes y oficiales que llevaban en arresto, y que inmediatamente se les devolviesen las armas y cuanto se les hubiera quitado, que respecto de la tropa, tampoco era su ánimo violentar la voluntad de ninguno: que el que voluntariamente quisiese seguir la suerte que a él le deparaba el destino desde aquel dia, que lo acompañase apartándose a un lado, y que los que no, fueran a unirse a sus antiguos jefes y oficiales.

Unos 100 hombres siguieron a Orellano hacia el Callao, atacando a algunos soldados en Bellavista para romper el cerco, mientras el resto, según Mitre unos 120 granaderos, según Berindoaga eran 80, siguieron a Bogado a Lima, en donde se hallaban las fuerzas al mando de Mariano Necochea continuando a sus órdenes.

## Cartas que refieren los hechos
Al señor Secretario General de S. E. el Libertador,

Señor Secretario General:

Habiéndose dado orden por el H. General don Enrique Martínez a los Granaderos a Caballo para que viniesen a esta capital con motivo de la sublevación de las tropas que guarnecen la plaza del Callao, aprehendieron éstos a sus Oficiales y se dirigieron a unirse con los sublevados, pero ya sea que no todos fuesen voluntarios, o lo que es mas probable que al ver tremolar la bandera española se acordasen de que eran americanos, y de las glorias de que tantas veces se han cubierto defendiendo la causa de la independencia, se pasaron como 80 de ellos a nuestras filas: de modo que rebajando del número total los que se han dispersado, quedará como una tercera parte de fuerza á favor de los sublevados.

S. E. el Presidente de la República por las razones expuestas ha visto esta ocurrencia como de poca importancia: ha gratificado a las tropas que aquí existían y a la parte de los Granaderos que se han acogido a nuestras filas; y todos en unión del pueblo y con entusiasmo están dispuestos a sostener a todo trance esta ciudad.

S. E. el Presidente me ordena ponga estas ocurrencias en noticia de US., a fin de que se sirva elevarlas al conocimiento de S. E. el Libertador.

Reitero a US. los sentimientos de mi mayor consideración y aprecio.

Lima, Febrero 13 de 1824.

Juan de Berindoaga

Al señor General José de La Mar.

Hoy ha llegado el señor General Martínez y no se adelanta otra cosa sino que los Granaderos a Caballo, después de haberse sublevado en Lurin, y amarrado á sus Jefes y Oficiales y habiendo seguido en la noche hasta Bella vista con designio de incorporarse a los sublevados del Callao, se encontraron con que en la plaza flameaba la bandera española. Con este motivo los Granaderos, que creían que la revolución sólo habla tenido por objeto exigir las pagas que se les adeudaban, pusieron en libertad sus Jefes y Oficiales; se dirigieron unos por pequeñas partidas á la capital, otros se dispersaron y unos pocos se fueron al castillo. Aquella plaza permanece aún por los enemigos.

La capital se halla en la más grande confusión. El General Necochea fue a encargarse del mando político y militar. Se ignora aun el resultado de su comisión.

Dios etc.—Pativilca, Febrero 17 de 1824.

J. Gabriel Pérez.

(...) El 13 a las 5 de la mañana recibí parte de que el regimiento de Granaderos a Caballo a la salida de Lurin se había sublevado aprehendiendo los Oficiales, y llevándolos al castillo, en la inteligencia que aquellos no estaban por los españoles, pero habiéndose acercado mandaron un parlamentario, y luego que fueron impuestos de que en realidad los españoles eran los que gobernaban, se disolvieron poniendo en libertad a los Oficiales, viniendo una gran parte a la ciudad y dispersándose los demás. Con esta tropa no puede contarse sino separada de donde está y puesta inmediatamente a las órdenes de S. E.

En el instante de recibir el parte me dirigí al Gobierno a decirle que en el acto debía ponerse en disposición de salir toda la tropa que había, y cuando esperaba que debía tomarse alguna medida para ello, encuentro que se estaba tratando de mandar una comisión al Callao compuesta de dos Regidores, para entrar en una capitulación honrosa. Entonces creí que ya no era tiempo de nada y en su consecuencia, por seguir el orden, renuncié de nuevo el destino de General en Jefe del Ejército del Centro, que me fue admitida y pedí mi pasaporte para presentarme a S. E. (...)
Chancay, 14 de Febrero de 1824.

ENRIQUE MARTÍNEZ

Las circunstancias se complicaban por momentos , y la situación de los independientes en Lima empeoraba de un dia a otro, a punto que el edificio de su ponderada obra parecía desplomarse inevitablemente. Dos escuadrones de los famosos granaderos de los Andes avanzados en Cañete se replegaban sobre la capital, como se les había ordenado , cuando el 14 de febrero en la tablada de Lurin se declararon en insurrección, depusieron a sus jefes y oficiales, sin maltratar sus personas, y dejándolos en libertad de marcharse adonde gustaran , como lo verificaron a Lima, se presentaron seguidamente en el Callao, donde abrazaron la suerte de sus compañeros de armas, jurando obediencia y fidelidad al rey. Para dar un testimonio irrecusable de su sincera adhesión al partido que acababan de abrazar, antes de entrar en la plaza se dirigieron dos mitades, o sea 50 caballos, sobre los puestos mas avanzados de los independientes, a los que cargaron y acuchillaron a la vista de la guarnición, que desde las murallas presenciaba y aplaudía la bravura de los granaderos.
Andrés García Camba

## Incorporación de los granaderos al ejército de Bolívar
Una parte de los granaderos se hallaba con su jefe interino Alejo Bruix, quien contra la opinión del coronel Soler y desobedeciendo la orden de Martínez, no viajó hacia Lima y se replegó en dirección a Pativilca, alejándose de la sublevación. Llegó a Bujama en donde se detuvo a esperar nuevas órdenes de Martínez.
Junto con otras unidades, entre ellas las chilenas del coronel Aldunate, el remanente de los Granaderos a Caballo marchó a reunirse con las fuerzas de Bolívar, quien el 13 de febrero, al renunciar Martínez, los puso bajo las órdenes de Necochea, llegando a Huacho el 3 de marzo. 

Que los Granaderos del Río de la Plata sigan a la Provincia de Trujillo para aumentar y mejorar cuanto sea posible; pero consumiendo en el tránsito el pasto que se encuentre. La escolta de caballería del Gobierno hará lo mismo.
Orden de Bolívar del 13 de febrero

El día 8 se hallaban en Supe esperando ser embarcados hacia Trujillo, pero el 14 pasaron a Huarmey. El día 18 Necochea embarcó hacia Trujillo a 40 granaderos, siguiendo por tierra los otros 70 hacia Casma al mando del comandante Bogado.

Al señor Secretario de S. E. el Libertador.

Señor Secretario:

En el momento que lleguen los buques que US. anunció al señor Sucre, pienso embarcar los Granaderos, pero con destino á Trujillo, pues es el único medio que encuentro para salvar este cuerpo. Los acontecimientos de que ha sido testigo y la seducción que los traidores habian introducido en él lo han dejado sin ninguna moral ni disciplina, de modo que necesito tenerlos a la inmediación de otro cuerpo donde pueda apretarlos hasta que reviente la mina o hasta que sean unos santos: al mismo tiempo que se les haga este beneficio es preciso aumentarles la fuerza, armarlos, equiparlos y aun montarlos, pues de todo esta escaso. Sírvase pues US. elevarlo a S. E. el Libertador para su conocimiento, con este motivo tengo el honor de ofrecer a US. mi consideración y respeto.

Dios etc.—Supe, Marzo 12 de 1824.

M. NECOCHEA

Al Coronel Bruix se le manda que del 20 al 25 del corriente salga de Huarmey con el escuadrón de Granaderos de los Andes, vaya a Casma y que de allí siga a Huarás a disposición de US. Que si se halla en Nepeña siga por Moro a Yungay (...)
Trujillo, Marzo 13 de 1824

En marzo de 1824 llegaron a Trujillo los oficiales del Ejército de los Andes que habían quedado sin fuerzas a su mando luego de la sublevación, presentándose al Estado Mayor Libertador del ejército de Bolívar, siendo distribuidos en varios cuerpos.

Ha llegado el General Necochea a Huanchaco con 52 hombres del número 2 y 47 de los Granaderos Montados de los Andes.
24 de marzo de 1824

El 23 de marzo Bolívar designó a Necochea como comandante general de caballería del Ejército Unido Libertador del Perú, ordenándole:

Al señor General Mariano Necochea.

S. E. el Libertador se ha servido nombrar a US. Comandante general de caballería del Ejército Unido Libertador del Perú.

Los respectivos Generales de las divisiones de Colombia y del ejército del Perú conservarán sin embargo, el inmediato mando de los cuerpos de esta arma pertenecientes á sus divisiones y cuerpos de ejército; así, luego que toda la caballería se halle reunida, US. ejercerá el mando en Jefe de ella, y mientras tanto este mismo mando corresponde a los respectivos Generales ya mencionados. Por ahora US. se ocupará de mejorar y organizar del mejor modo posible el regimiento de Granaderos de los Andes, que S.E. desea ver en el estado más brillante y prontos a marchar a campaña.

Dios etc.—Trujillo, Marzo 23 de 1824.

JOSÉ D. ESPINAR.

Aunque US. me dice que da la orden para que los Granaderos de los Andes se detuviesen en Casma, ha llegado tarde, porque el Comandante Bogado que tiene 80 granaderos, me avisa de dicha orden desde la hacienda de Chachan, a 7 leguas de esta ciudad, donde dice que la ha recibido: me pregunta qué hacer, y dice que los caballos están fatales. Le he prevenido que se venga aquí, donde le destinaré a Yungay que es donde hay alfalfa, y donde han marchado nuestros Granaderos esta mañana. Los veré y pasaré una noticia de lo que les falta: seria bien que el Comandante Bruix se viniera a encargarse de ellos, y trajese todo lo que necesita el escuadrón, pues él debe saberlo.
A. J. de Sucre, 24 de marzo de 1824

El 26 de marzo el piquete de Bogado llegó a Huarás, en donde Sucre los destinó a Yungay, marchando el día 30. El piquete embarcado hacia Trujillo quedó al mando del comandante Alejo Bruix, (el 11 de abril Bolívar lo nombró coronel, a referéndum del gobierno argentino y dispuso el pago de parte de sus sueldos a los jefes) marchando el día 30 a Huamachucos.

Los Granaderos de los Andes que están con el Comandante Bogado (que son 70) permanecerán en Yungay basta que S. E. ordene. US. me dice que el Comandante Bruix iba para Huamachucos por el resto de Granaderos; y he pensado que éstos se demoren por aquí, no sólo para restablecer sus caballos, sino también para esperar si en tanto llegan las 40 altas que he mandado buscarle.
A. J. de Sucre, 30 de marzo de 1824

Los 70 Granaderos de los Andes llegaron a esta ciudad el 26: se dio una media paga a oficiales y tropa y hoy han marchado a Yungay, donde están nuestros Granaderos, y donde hay alfalfa. He escrito al Mayor Braun para que proporcione todos los talabarteros al Comandante Bogado a fin de recorrer las sillas, completarlas y que se hagan sudaderos nuevos para todas, y además nuevos bastos si necesitan, se harán espuelas, frenos etc. para completarlos. Paso al Estado Mayor una razón de las faltas que tiene esta tropa y no pueden suplirse aquí.
Ayer ha marchado el Mayor Lucero a buscar 20 hombres que tiene el Coronel Desa correspondientes a este escuadrón, y llevó órdenes para tomar de los soldados veteranos desertores de caballería que están en las guerrillas, 20 ó 30 hombres más a fin de subir el escuadrón a 160 hombres.

En cuanto a remonta no puedo decir a US. cómo estamos: espero de Chiquian al Capitán Molina con lo que haya recogido, que creo sea nada útil a contar por ahora. Estos Granaderos de los Andes tienen 90 caballos que reposados y engordados serán muy buenos.
A. J. de Sucre, 30 de marzo de 1824

Los 70 Granaderos de los Andes, han llegado y con los 40 que tiene Bruix en Trujillo y 40 ó 50 que tengo probabilidades de aumentarles, quedará en un regular pie.
A. J. de Sucre, 31 de marzo de 1824

Participaron en la Batalla de Junín bajo las órdenes del coronel Bruix, sufriendo 8 muertos y 16 heridos.
Luego formaron parte de las acciones de Corpahuaico (sin combatir) y finalmente participaron en la Batalla de Ayacucho. el 9 de diciembre de 1824, en un escuadrón al mando de Bogado, quien fue elevado a coronel graduado ese mismo día, formando parte de la división del general inglés Guillermo Miller.

### Regreso a la Argentina
Después de la Batalla de Ayacucho, la unidad fue destinada a Huanta, el 18 de marzo de 1825 se situó en Arequipa. El general Cirilo Correa, último jefe de la División de los Andes en el Perú, se dirigió desde Lima, con fecha 10 de enero de 1825, al Ministro de Guerra y Marina de las Provincias Unidas del Río de la Plata avisando del fin de la campaña y pidiendo órdenes para los restos del Regimiento de Granaderos a Caballo:

(...) en precaución de las circunstancias que pudieran sobrevenir y anheloso por el bien de mi patria me dirijo a vuestra señoría como jefe que fui encargado últimamente de la división para que consultándolo al supremo gobierno se sirva comunicar sus órdenes sobre el particular por el conducto más conveniente (...) Este cuerpo, que concurrió a la memorable jornada de Junín, bajo las órdenes del señor Coronel Bruix ha continuado luego a las del Sargento Mayor Bogado unido a la columna de caballería del Ejército Libertador y habiéndose sostenido con honor algunos encuentros en su marcha, se ha encontrado en la célebre batalla de Ayacucho que ha libertado absolutamente al Perú del dominio español.

El Gobierno de Buenos Aires envió instrucciones al ministro plenipotenciario argentino en el Perú, general Ignacio Álvarez Thomas, y contestó a Correa que se entendiera con él. En razón de las gestiones de Álvarez Thomas, los granaderos fueron despachados hacia el puerto de Quilca. En marzo se pidieron propuestas en el periódico oficial del Gobierno peruano para quienes se ofrecieran a conducirlos hasta Valparaíso. La repatriación solo fue concedida a los naturales de las Provincias Unidas del Río de la Plata, los naturales de los otros países que estaban en las filas del regimiento debieron quedarse en el Perú. A fines de junio el secretario general de Bolívar los embarcó en Ilo en el bergantín Perla, arribando a Valparaíso el 10 de julio de 1825. Bogado llevó una nota de Bolívar al Gobierno de Chile, fechada en Arequipa el 9 de junio de 1825, comunicando que había accedido al deseo del cuerpo de regresar a su patria. En Chile se hallaron en situación de miseria, solicitando auxilio al director supremo Ramón Freire.
Desde el 6 de diciembre comenzaron a cruzar la cordillera de los Andes por destacamentos, alcanzando Mendoza unos días después. Allí se realizó un inventario el 31 de diciembre: 86 sables, 55 lanzas, 84 morriones y 102 monturas. El 13 de enero de 1826 iniciaron la marcha a Buenos Aires con 23 carretas, llegando a esa ciudad el 19 de febrero. A las órdenes del coronel Bogado llegaron 78 hombres, entre ellos los seis que hicieron toda la campaña: Paulino Rojas, Francisco Olmos, Segundo Patricio Gómez, Damasio Rosales, Francisco Vargas, y Miguel Chepoyá. Junto con ellos regresaron los sargentos sublevados en el Callao: Muñoz, Molina y Castro, quienes fueron ahorcados en la Plaza del Retiro el 25 de noviembre de 1826.